# Polisportiva Amazzoni Agrigento
La Polisportiva Amazzoni Agrigento è stata una società pallavolistica femminile italiana con sede nella città di Agrigento.
Raggiunse l'apice della sua notorietà nel corso degli anni 90 del XX secolo, quando la squadra militò stabilmente in Serie A1.

## Storia
La Polisportiva Amazzoni Agrigento fu fondata nel febbraio del 1969 da Lillo Lena. Fu un inizio pionieristico che vide le prime pallavoliste esibirsi nel campo scoperto del Magistrale "Politi". Lena venne affiancato nel giro di qualche anno prima da Dino Castronovo, poi da Enzo Cordaro e Peppino Bartolomeo che costituirono il nucleo storico del sodalizio.  Gli anni fino alla stagione 1982-83 furono trascorsi nei campionati provinciali di Serie D, con qualche eccellente piazzamento anche nella Serie C regionale.
Nella stagione 1983-84 arrivò la promozione in C1 e l'anno seguente nella B nazionale. Con l'ingresso in società dell'ingegnere Mario D'Alessandro si avvicinarono alla squadra gli sponsor Impresem e Guadagni, mentre Lena e Castronovo assunsero gli incarichi, rispettivamente, di direttore sportivo e general manager. Nel primo campionato di Serie B, la società conquistò un secondo posto e la disputa dei play-off per la promozione in A2, disputati a Reggio Calabria con la conduzione tecnica ancora affidata a Lena. L'anno successivo l'Amazzoni ottenne nuovamente un secondo posto, l'accesso ai play-off e la disputa dello spareggio promozione, perso al palasport "Nicosia" di Agrigento dopo tre incontri. Solo nel terzo anno di B, con il sestetto allenato da Maria Mineva, fu centrato l'obiettivo della promozione in A2 vincendo tutte le partite di campionato.

L'Amazzoni Agrigento della stagione 1993-94, finalista in Coppa CEV.

Nel primo campionato di A2, con la guida tecnica affidata prima a Maria Mineva e poi a Tiborosky, la società ottenne la salvezza. Il secondo, iniziato con l'allenatore Claudio Casadio, vicecampione d'Italia con il San Lazzaro, e concluso ancora con Lena in panchina, vide le biancoblù classificarsi al quarto posto. Al terzo tentativo la società agrigentina, stavolta allenata dal peruviano Herrera, si piazzò al secondo posto disputando i play-off promozione. Solo al quarto anno di A2, nel 1991-92, fu centrato l'obiettivo atteso da ventuno anni, la promozione in A1, con il professore Giancarlo Mazzola.
All'esordio nel massimo campionato, nella stagione 1992-93, il club siciliano ottenne un terzo posto in classifica e l'approdo alle semifinali dei play-off scudetto, nei quali fu superatp dalla Olimpia Ravenna. Nel campionato seguente, 1993-94, con un quarto posto in regular season approdò nuovamente in semifinale play-off, dove fu sconfitta dalle campionesse uscenti del Matera. Nel corso dell'esperienza in massima serie, durata quattro anni, la squadra raggiunse inoltre la finale di Coppa CEV 1993-94, nella quale fu sconfitta dalle tedesche del Münster.
Dopo la retrocessione del 1995-96, avvenuta dopo la sconfitta nei play-out interdivisionali contro Sirio Perugia e Montichiari, e dopo il poco esaltante campionato di Serie A2 1996-97, l'Amazzoni vendette i suoi diritti sportivi alla Unrra Casas di Messina; infine, dopo una decina di campionati in Serie B, nel 2005 fu esclusa dal torneo di B1 poiché travolta da una grave crisi economica, fatto che sancì lo scioglimento della società.